# ブダペスト郊外電車
ブダペスト郊外電車（ハンガリー語：Budapesti Helyiérdekű Vasút）は4つの路線と1支線からなる、ブダペスト交通会社（BKV）が運営する郊外鉄道路線である。この伝統的な軽鉄道は、ハンガリーの首都であるブダペストと、その市街地連坦地域の公共交通機関であるが、郊外電車（HÉV）との呼び名が一般化している。4つの路線のそれぞれは1つのネットワークとしてはつながっておらず、ブダペストの市街地に所在する駅から放射状に伸びている。軌間は標準軌で、架線電圧は直流1000Vである。

## 路線

- センテンドレ線 : ブダペスト地下鉄2号線の沿線であるバッチャーニ広場駅 (地下駅) から北へ伸び、郊外の町であるセンテンドレの駅との間を結んでいる。延長は20.9kmである。
- ラーツケヴェ線 : 第9区のヴァーゴーヒード駅から、南郊のラーツケヴェ駅までの40.1kmを結ぶ。所要時間は1時間9分から1時間14分である。
- チェペル線 : 第9区のボラロス広場駅から、第21区にあるチェペル駅までの6.7kmを結ぶ。
- ゲデレー線 : ブダペスト地下鉄2号線の終点であるウルシヴェゼール広場駅に始まり、北東の郊外のゲデレー駅との間25.6kmを結んでいる。途中、ツィンコタ駅からはチェメル駅への支線 (3.2km) が分岐している。ウルシヴェゼール広場駅 - チェメル駅間は10.7km。

## 車両

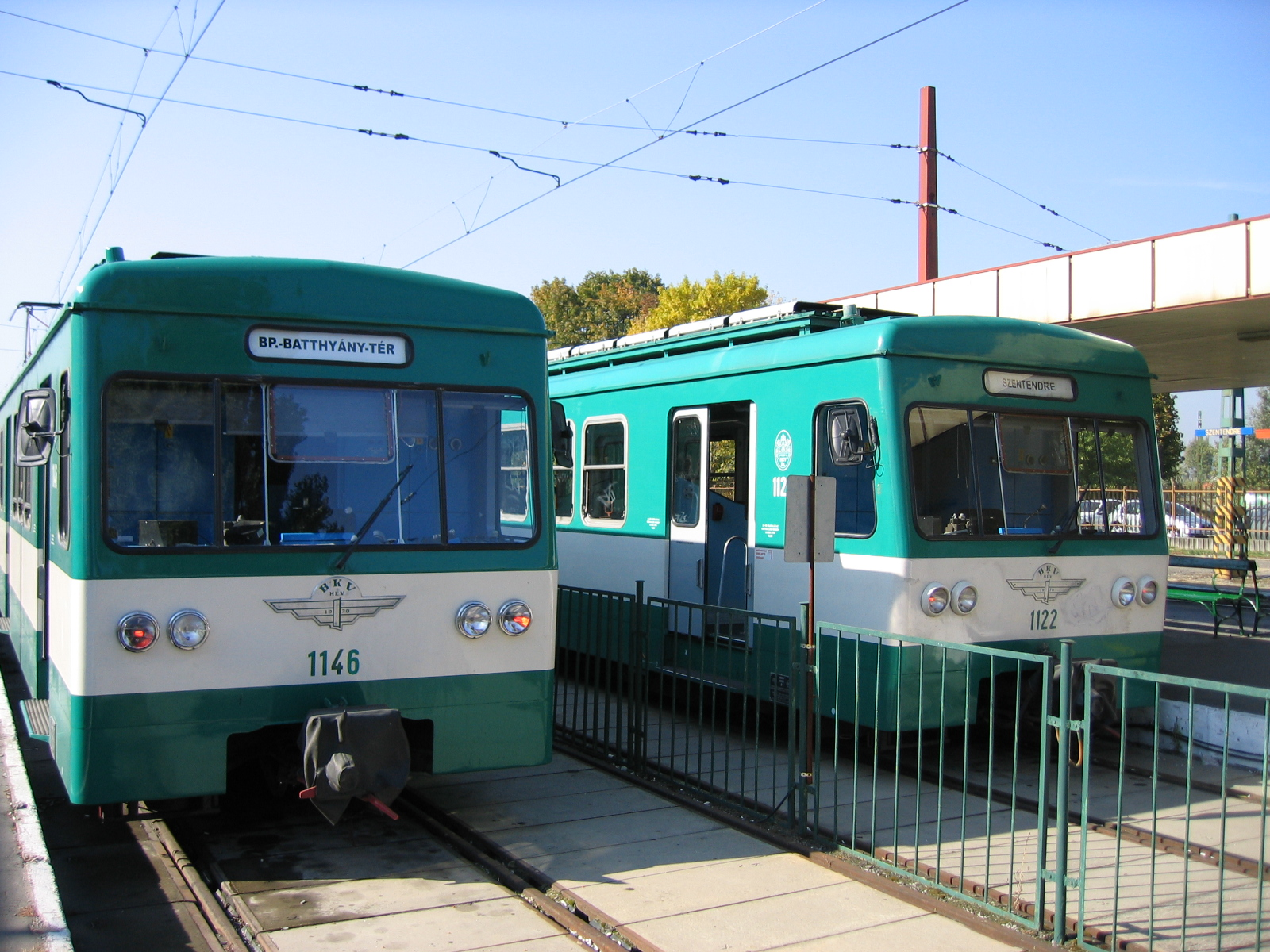
MXA形

付随車をはさんだ3両編成の電車が使用される。2編成を連結して1箇列車に組成される場合もある。緑色に塗装された車両には次の3つのタイプがある。
- MIXA形 : 1963年から1966年にかけてブダフォク車庫とドゥナケッチ鉄道工場で27編成が作られた。チェペル線専用である。電機品は東ドイツのLEW製である。
- MX形 : 1971年に東ドイツのLEWで32編成が作られた。ラーツケヴェ線専用である。
- MXA形 : 1975年から1983年にかけてやはり東ドイツのLEWで75編成が製作された。MX形電車の改良型である。各線で使用されている。